# Alexander Resch
Pour les articles homonymes, voir Resch.
Alexander Resch, né le 5 avril 1979 à Berchtesgaden, est un lugeur allemand, spécialiste de la luge double avec son compatriote Patric Leitner depuis 1998. Au cours de sa carrière, il a remporté un titre olympique en 2002, huit titres de champion du monde et six fois la Coupe du monde dans les années 2000.